# Эндине-Гаяно
Эндине-Гаяно (итал. Endine Gaiano) — коммуна в Италии, располагается в регионе Ломбардия, подчиняется административному центру Бергамо.
Население составляет 3082 человека, плотность населения составляет 154 чел./км². Занимает площадь 20 км². Почтовый индекс — 24060. Телефонный код — 035.
Покровителем населённого пункта считается святой великомученик Георгий Победоносец. Праздник ежегодно празднуется 23 апреля.